# Tossal del Cap de Terme
El Tossal del Cap de Terme és una muntanya de 744 metres que es troba al municipi de Conesa, a la comarca de la Conca de Barberà.